# الدرجات الأكاديمية في مصر
يعتمد فى مصر نظام للتقييم الاكاديمى يقوم على تقديرات لفظية ، وتزداد الدرجات بقيم تتراوح من 10 - 30 نقطة.
يشير التقدير جيد جدًا أو " very good " إلى ثاني أعلى علامة ممكنة، وهو ما يٌعادل تقدير الطالب "B".
| النسبة المئوية | التقدير      |
| -------------- | ------------ |
| 85-100         | ممتاز "A"    |
| 75-84          | جيد جدا "B"  |
| 65-74          | جيد "C"      |
| 50-64          | مقبول "D"    |
| 30-49          | ضعيف "E"     |
| 0-29           | ضعيف جدا "F" |